# Mosetse
Mosetse é uma vila localizada no Distrito Central em Botswana. Possuía, em 2011, uma população estimada de 1 787 habitantes.